# ضرب‌کننده فرکانس
در الکترونیک، ضریب‌کننده فرکانس (به انگلیسی: frequency multiplier) یک مدار الکترونیکی است که یک سیگنال خروجی تولید می‌کند و فرکانس خروجی یک هارمونیک (چندبرابر) فرکانس ورودی آن است.
ضریب‌کننده‌های فرکانس شامل یک مدار غیرخطی است که سیگنال ورودی را اعوجاج می‌دهد و درنتیجه هارمونیک‌های سیگنال ورودی را تولید می‌کند. فیلتر میان‌گذر بعدی فرکانس هارمونیک مورد نظر را انتخاب می‌کند و هارمونیک‌های اساسی ناخواسته و دیگر هارمونیک‌ها را از خروجی حذف می‌کند.
ضریب‌کننده فرکانس اغلب در سینتی‌سایزرهای فرکانس و مدارهای مخابراتی استفاده می‌شود. ایجاد یک سیگنال با فرکانس پایین‌تر با توان کمتر و افزاره‌های ارزان‌تر، و سپس استفاده از زنجیره ضریب‌کننده فرکانس برای تولید فرکانس خروجی در محدوده امواج ریزموج یا میلی‌متری می‌تواند مقرون به صرفه‌تر باشد. برخی از طرح‌های مدولاسیون، مانند مدولاسیون فرکانس، از اعوجاج غیرخطی بدون اثر سوئی باقی می‌ماند (اما طرح‌هایی مانند مدولاسیون دامنه اینطور نیست).
ضرب‌کننده فرکانس نیز در اپتیک غیرخطی استفاده می‌شود. اعوجاج غیرخطی در بلورها می‌تواند برای تولید هارمونیک نور لیزر استفاده شود.

## نظریه
یک موج سینوسی خالص یک فرکانس f دارد
{\displaystyle x(t)=A\sin(2\pi ft)\,}
اگر موج سینوسی به یک مدار خطی مانند تقویت‌کننده بدون اعوجاج اعمال شود، خروجی همچنان یک موج سینوسی است (اما ممکن است تغییر فاز پیدا کند). با این حال، اگر موج سینوسی به یک مدار غیرخطی اعمال شود، اعوجاج حاصل هارمونیک ایجاد می‌کند؛ مولفه‌های فرکانس در مضرب‌های صحیح nf فرکانس اصلی f. سیگنال اعوجاج‌دار را می‌توان با یک سری فوریه در f توصیف کرد.
{\displaystyle x(t)=\sum _{k=-\infty }^{\infty }c_{k}e^{j2\pi kft}.}
ck ناصفر نشان‌دهنده هارمونیک‌های تولید شده است. ضرایب فوریه با انتگرال‌گیری در دوره‌تناوب اساسی T به‌دست می‌آیند:
{\displaystyle c_{k}={\frac {1}{2\pi }}\int _{0}^{T}x(t)\,e^{-j2\pi kt/T}\,dt}
بنابراین یک ضریب‌کننده فرکانس را می‌توان از یک قطعه الکترونیکی غیرخطی ساخت که یک سری هارمونیک تولید می‌کند و به دنبال آن یک فیلتر میان‌گذر عبور می‌کند که یکی از هارمونیک‌ها را به خروجی منتقل می‌کند و بقیه هارمونیک‌ها را مسدود می‌کند.
از نقطه نظر بازده تبدیل، مدار غیرخطی باید ضریب هارمونیک مورد نظر را به بیشینه کند و بقیه را به کمینه کند. درنتیجه، تابع پیاده‌سازی اغلب به‌طور خاص انتخاب می‌شود. انتخاب‌های آسان استفاده از یک تابع زوج برای تولید هارمونیک‌های زوج یا یک تابع فرد برای هارمونیک‌های فرد است. توابع زوج و فرد# هارمونیک را ببینید. برای مثال یکسوساز تمام موج برای ساختن دوبرابرکننده خوب است. برای تولید چندبرابرکننده ۳-برابر، سیگنال اصلی ممکن است به تقویت‌کننده‌ای وارد شود که فراراه‌اندازی‌شده (به انگلیسی: over driven) و تقریباً یک موج مربعی تولید می‌کند. این سیگنال در هارمونیک‌های مرتبه ۳ بالا است و می‌توان آن را فیلتر کرد تا نتیجه ۳ برابری مورد نظر را ایجاد کند.
ضریب‌کننده‌های YIG اغلب می‌خواهند یک هارمونیک دلخواه را انتخاب کنند، بنابراین از یک مدار اعوجاج حالتی استفاده می‌کنند که موج سینوسی ورودی را به یک قطار ضربه تقریبی تبدیل می‌کند. قطار ضربه ایده‌آل (اما غیرعملی) تعداد بی‌نهایت هارمونیک (ضعیف) تولید می‌کند. در عمل، یک قطار ضربه تولیدشده توسط یک مدار منواِستیبل، هارمونیک‌های قابل استفاده زیادی خواهد داشت. برای مثال، ضرب‌کننده‌های YIG با استفاده از دیودهای بازیابی پله‌ای ممکن است فرکانس ورودی ۱ تا ۲ گیگاهرتز را دریافت می‌کنند و خروجی تا ۱۸ گیگاهرتز تولید می‌کند. گاهی مدار ضریب‌کننده فرکانس، پهنای پالس‌های ضربه را تنظیم می‌کند تا بازده تبدیل را برای یک هارمونیک خاص بهبود بخشد.

## مدارها

### دیودی
مدارهای برش‌دهنده دوبرابرکننده پل تمام موج.

### تقویت‌کننده و ضرب‌کننده کلاس C
تولید بهینه توان در سطوح توان بالا اهمیت بیشتری پیدا می‌کند. تقویت‌کننده‌های کلاس A خطی در بهترین حالت ۲۵ درصد بازدهی دارند. تقویت‌کننده‌های پوش‌پول کلاس B در بهترین حالت ۵۰ درصد بازدهی دارند. مشکل اساسی این است که عنصر تقویت‌کننده تلف‌کننده توان است. تقویت‌کننده‌های کلاس C سوئیچینگ غیرخطی هستند، اما می‌توانند بهتر از ۵۰ درصد بازدهی داشته باشند زیرا یک سوئیچ ایده‌آل هیچ توانی را تلف نمی‌کند.
یک طراحی هوشمندانه می‌تواند از تقویت‌کننده کلاس C غیرخطی هم برای بهره و هم به عنوان ضریب‌کننده فرکانس استفاده کند.

### دیود بازیابی پله‌ای
تولید تعداد زیادی هارمونیک مفید به یک افزاره غیرخطی سریع مانند دیود بازیابی پله‌ای نیاز دارد.
مُولدهای ریزموج ممکن است از یک مولد ضربه دیود بازیابی پله‌ای و به دنبال آن یک فیلتر YIG تیون‌پذیر استفاده کنند. فیلتر YIG دارای یک گوی گارنت آهن ایتریوم است که با میدان مغناطیسی تیون‌شده است. مولد ضربه دیود بازیابی پله‌ای با فرکانس خروجی زیرهارمونیک مورد نظر هدایت می‌شود. سپس یک آهنربای الکتریکی فیلتر YIG را تیون می‌کند تا هارمونیک مورد نظر را انتخاب کند.

### دیود واراکتور
دیودخازنی‌های بارگذاری شده مقاومتی دیودخازنی‌های بازتولیدی. پنفیلد.
ضریب‌کننده‌های فرکانس مشترکات زیادی با میکسرهای فرکانس دارند و برخی از افزاره‌های غیرخطی مشابه برای هر دو مورد استفاده قرار می‌گیرند: ترانزیستورهایی که در کلاس C کار می‌کنند و دیودها. در مدارهای انتقال‌دهنده، بسیاری از افزاره‌های تقویت‌کننده (لامپ‌های خلاء یا ترانزیستورها) به صورت غیرخطی عمل می‌کنند و هارمونیک ایجاد می‌کنند، بنابراین یک طبقه تقویت‌کننده را می‌توان با تیون‌سازی مدار تیون‌شده در خروجی به مضربی از فرکانس ورودی، یک ضریب‌کننده ساخت. معمولاً توان (بهره) تولید شده توسط افزاره غیرخطی در هارمونیک‌های بالاتر به سرعت کاهش می‌یابد، بنابراین اغلب ضریب‌کننده‌های فرکانس فقط فرکانس را دو یا سه برابر می‌کنند و چندبرابرسازی در ضرایب بالاتر توسط طبقات دوگانه و سه‌گانهٔ آبشاری انجام می‌شود.

### استفاده‌های قبلی
ضریب‌کننده‌های فرکانس از مدارهایی استفاده می‌کنند که بر روی هارمونیک فرکانس ورودی تیون شده‌اند. عناصر غیرخطی مانند دیودها ممکن است برای افزایش تولید فرکانس‌های هارمونیک اضافه شوند. از آنجایی که توان در هارمونیک‌ها به سرعت کاهش می‌یابد، معمولاً یک ضریب‌کننده فرکانس تنها به مضربی کوچک (دو برابر، سه برابر یا پنج برابر) از فرکانس ورودی تیون می‌شود. معمولاً تقویت‌کننده‌ها در زنجیره‌ای از ضرب‌کننده‌های فرکانس قرار می‌گیرند تا از سطح سیگنال کافی در فرکانس نهایی اطمینان حاصل شود.
از آنجایی که مدارهای تیون شده دارای پهنای باند محدودی هستند، اگر فرکانس پایه به‌طور قابل توجهی تغییر کند (بیش از یک درصد یا بیشتر)، ممکن است طبقات ضریب‌کننده مجبور به تنظیم شوند؛ اگر طبقات زیادی وجود داشته باشد، ممکن است زمان قابل توجهی طول بکشد.

### دوبرابرکننده فرکانس میکروالکترومکانیکی (MEMS).
تشدیدگر طره میکرومکانیکی با میدان الکتریکی یکی از اساسی‌ترین و گسترده‌ترین ساختارها در مِمز است که می‌تواند عملکرد فیلترسازی با Q بالا و میان‌گذری باریک را ارائه دهد. غیرخطی بودن توان-دو ذاتی تابع انتقال ولتاژ به نیرو مبدل خازنی تشدیدگر طره‌ای را می‌توان برای تحقق اثر دوبرابرسازی فرکانس به کار برد. با توجه به ویژگی کم‌تلف (یا به‌طور معادل، Q بالا) ارائه شده توسط افزاره‌های مِمز، عملکرد مدار بهبود یافته را می‌توان از دوبرابرکننده فرکانس میکرومکانیکی نسبت به افزاره‌های نیم‌رسانا که برای همان کار استفاده می‌شود انتظار داشت.

### ضرب‌کننده‌های فرکانس مبتنی بر گرافین
فِت‌های مبتنی‌بر گرافین نیز برای دوبرابر کردن فرکانس با بیش از ۹۰ درصد بازده تبدیل به کار گرفته شده‌اند.
در واقع می‌توان از تمام ترانزیستورهای دوقطبی برای طراحی مدارهای ضریب‌کننده فرکانس استفاده کرد. گرافین به دلیل ویژگی‌های منحصر به فردش می‌تواند در محدوده فرکانسی زیادی کار کند.

## حلقه‌های قفل فاز با تقسیم‌کننده‌های فرکانس
یک حلقه قفل فاز (PLL) از فرکانس مرجع برای تولید مضربی از آن فرکانس استفاده می‌کند. یک نوسان‌ساز کنترل‌شده با ولتاژ (وی‌سی‌او) در ابتدا تقریباً در محدوده مضرب فرکانس مورد نظر تیون می‌شود. سیگنال وی‌سی‌او با استفاده از تقسیم‌کننده‌های فرکانس بر ضریب چندبرابرسازی تقسیم می‌شود. سیگنال تقسیم شده و فرکانس مرجع به یک مقایسه‌کننده فاز خورانده می‌شود. خروجی مقایسه‌کننده فاز ولتاژی است که متناسب با اختلاف فاز است. این ولتاژ پس از عبور از یک فیلتر پایین‌گذر و تبدیل به محدوده ولتاژ مناسب، برای تنظیم فرکانس به وی‌سی‌او داده می‌شود. این تنظیم فرکانس را با تأخیر فاز سیگنال وی‌سی‌او نسبت به سیگنال مرجع را افزایش می‌دهد و با کاهش تأخیر (یا افزایش پیش‌افت فاز) فرکانس را کاهش می‌دهد. وی‌سی‌او در مضرب فرکانس مورد نظر تثبیت می‌شود. این نوع PLL نوعی ترکیب‌کننده فرکانس است.

### ترکیب‌کننده کسری-N
در برخی از PLLها، فرکانس مرجع ممکن است قبل از وارد شدن به مقایسه کننده فاز، بر یک عدد صحیح تقسیم شود. این امکان ترکیب فرکانس‌هایی را فراهم می‌کند که N/M برابر فرکانس مرجع هستند.
این را می‌توان با تغییر دوره‌تناوبی مقدار صحیح یک تقسیم‌کننده فرکانس صحیح-N به روشی متفاوت انجام داد، که به‌طور مؤثر منجر به یک ضریب‌کننده با هر دو عدد صحیح و جزء کسری می‌شود. چنین ضریبی به نام مولفه کسری آن، ترکیب‌کننده کسری-N نامیده می‌شود.  ترکیب‌کننده‌های کسری-N ابزار مؤثری برای دستیابی به وضوح فرکانسی خوب با مقادیر کمتر N ارائه می‌کنند و به معماری‌های حلقه با ده‌ها هزار بار نویز فاز کمتر نسبت به طرح‌های جایگزین با فرکانس‌های مرجع پایین‌تر و مقادیر N صحیح بالاتر اجازه می‌دهند. آنها همچنین به دلیل فرکانس‌های مرجع بالاتر، زمان نشست سریع تری را امکان‌پذیر می‌کنند و به پهنای‌باند حلقه بسته و باز گسترده‌تر اجازه می‌دهند.

#### ترکیب‌کننده دلتا سیگما
یک ترکیب‌کننده دلتا سیگما یک تقسیم‌کننده فرکانس برنامه‌پذیر-N ترکیب‌کننده کسری-N را به صورت تصادفی اضافه می‌کند. این کار برای کوچک کردن باندهای جانبی ایجاد شده توسط تغییرات تناوبی یک تقسیم‌کننده فرکانس صحیح-N انجام می‌شود.

### مراجع PLL
- ایگان، ویلیام اف. ۲۰۰۰. فرکانس ترکیب‌کننده توسط فاز قفل، ویرایش دوم. جان وایلی و پسران،شابک ‎۰-۴۷۱-۳۲۱۰۴-۴
- ترکیب‌کننده فرکانس N کسری با جبران مدولاسیون پتنت ایالات متحده 4,686,488, Attenborough, C. (۱۹۸۷, ۱۱ اوت)
- ترکیب‌کننده فرکانس N-کسری برنامه‌پذیر پتنت ایالات متحده 5,224,132, Bar-Giora Goldberg, (۱۹۹۳, ۲۹ ژوئن)